# Tulsa (Gillis)
Tulsa ; A Symphonic Portrait in Oil  is een compositie van Don Gillis. De compositie is geschreven in opdracht van Oklahoma’s First National Bank and trust Company of Tulsa. Zoals Gillis van de positieve kanten van de zaken zag, gaat deze symfonie niet over de onteigeningen die plaatsvonden of beelden uit de film Rumble Fish, maar over de stad, die alles aan de oliewinning te danken heeft. Het begint met de oneindige vlakte, een kleine nederzetting, de trek van de pioniers naar de lege gebieden, de hoop van die pioniers, de bereikte resultaten en uiteindelijk ook de oliewinning.
De compositie bestaat uit één deel en klinkt als bewerkte Amerikaanse volksmuziek en –dansen. Sousa-achtige marsmelodieën en Amerikaanse Fiddlemuziek (countrymuziekachtig) benadrukken dat beeld. De première werd verzorgd door het Tulsa Filharmonisch Orkest onder leiding van de componist.

## Bron en discografie
- uitgave Albany Records; Sinfonia Varsovia o.l.v. Ian Hobson

## Media
1. ↑  Tulsa ; A Symphonic Portrait in Oil door Harmonie "St. David", Voerendaal o.l.v. Steven Walker